# Mercury Colony Park
De Mercury Colony Park is een stationwagen uit de hogere middenklasse die van 1957 tot 1991 geproduceerd werd door de Amerikaanse autofabrikant Mercury, onderdeel van de Ford Group.
In 1957 voerde Mercury een grote herorganisatie van zijn modellijn door. De stationwagens werden geschrapt uit Monterey-modellijn en in de plaats daarvan introduceerde Mercury drie nieuwe stationwagens als een afzonderlijke modellijn. De Mercury Commuter en de iets beter uitgeruste Mercury Voyager waren gebaseerd op de Monterey. Deze modellen werden aangeboden als tweedeurs en vierdeurs stationwagens. Daarboven bevond zich het topmodel Colony Park dat ontwikkeld werd op basis van de Mercury Turnpike Cruiser. De Colony Park was uitsluitend als vierdeurs stationwagen verkrijgbaar.

## Eerste generatie (1957-1958)

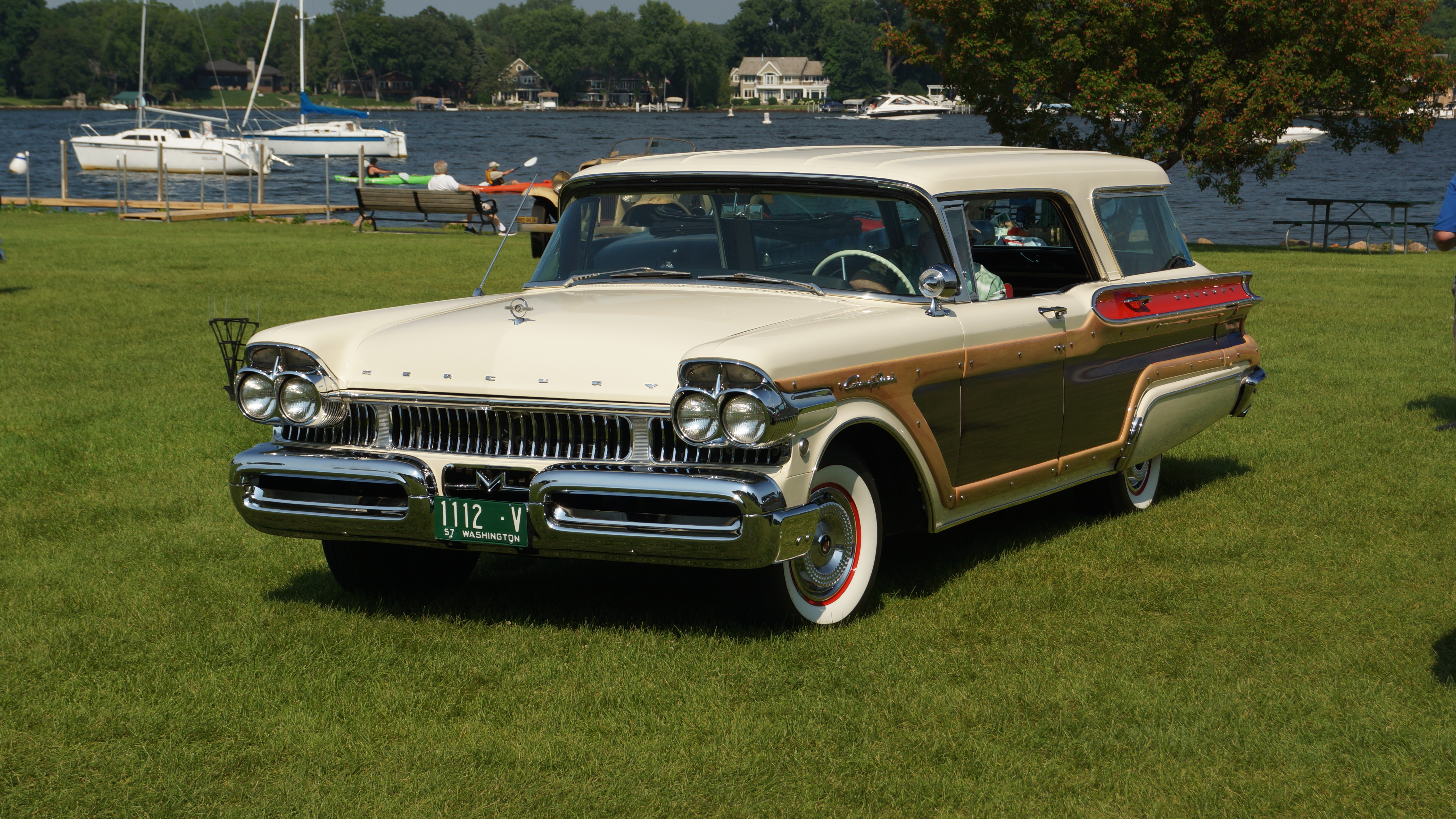
Mercury Colony Park (1957)

Als vlaggenschip van de Mercury-stationwagenmodellijn beschikte de Colony Park over dezelfde uitrusting als de Mercury Montclair. De Colony Park was herkenbaar aan zijn zijpanelen in imitatiehout. Het interieur was standaard voorzien van een elektrische klok, een gewatteerd dashboard was optioneel verkrijgbaar.
De eerste generatie Colony Park deelde zijn aandrijflijn met de Mercury Montclair en de Mercury Turnpike Cruiser. Aanvankelijk werd de Colony Park aangedreven door een 6,0-liter "Lincoln Y-Block" V8-motor met 213 kW (290 pk), gekoppeld aan een handgeschakende drieversnellingsbak of een "Merc-O-Matic" drietraps automatische transmissie. Deze motor werd in 1958 vervangen door twee nieuwe V8-motoren: naast de standaard motor, een 6,3-liter "Marauder" V8-motor met 246 kW (330 pk), werd er optioneel ook nog een 7,0-liter "Super Marauder" V8-motor aangeboden, een drievoudige carburateurversie met 298 kW (400 pk).

## Tweede generatie (1959-1960)

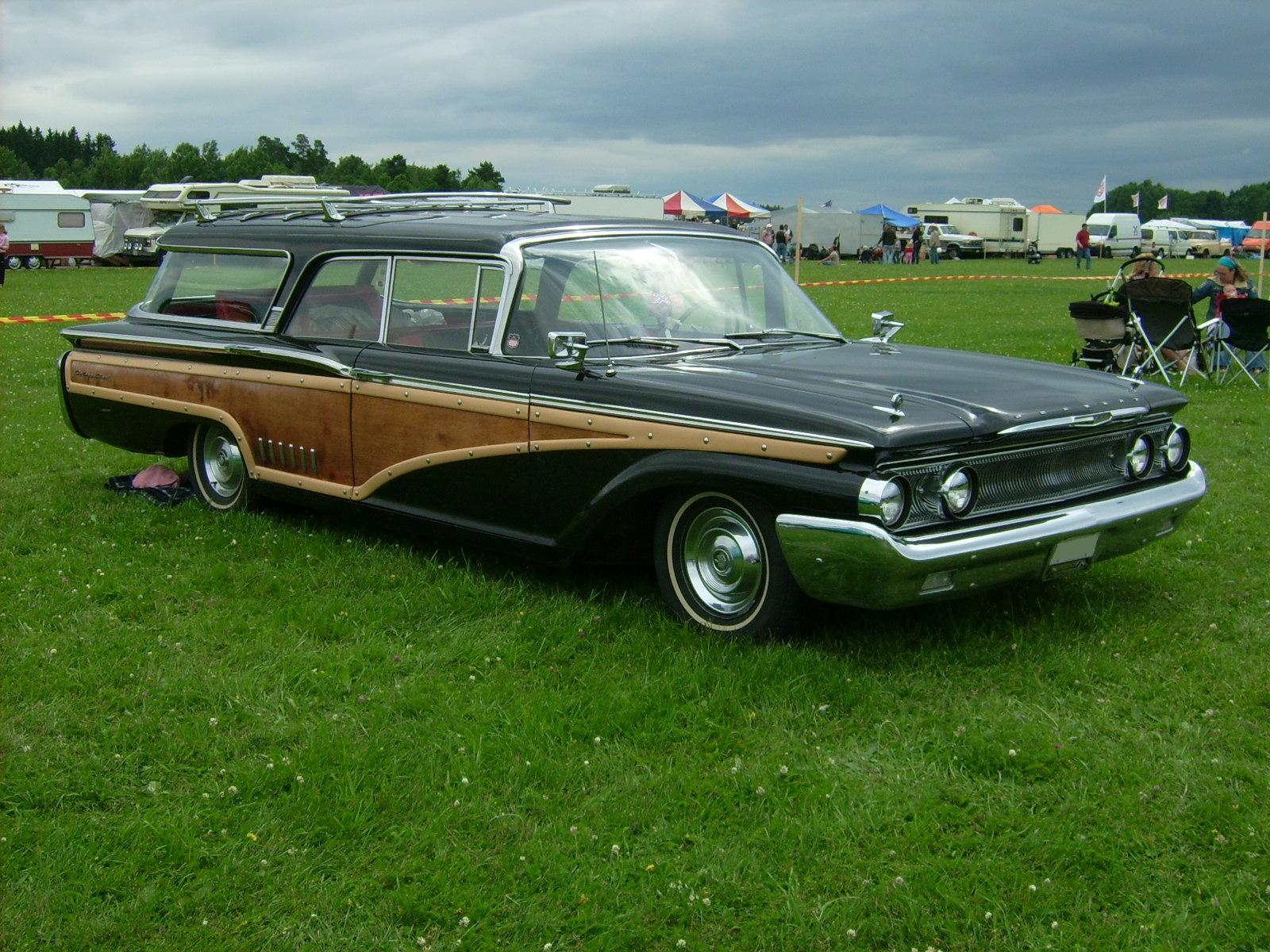
Mercury Colony Park (1960)

In 1959 kreeg de Colony Park een compleet nieuw ontwerp, waarbij de wielbasis werd verlengd van 3099 mm tot 3200 mm. Net als bij de vorige generatie bleef de stationwagenlijn onderscheiden van de Mercury sedans. De Mercury Voyager en de tweedeurs Mercury Commuter werden geschrapt. Het was oorspronkelijk de bedoeling dat de tweede generatie Colony Park het chassis zou delen met de Edsel Corsair en de Edsel Bermuda, maar toen Ford zijn Edsel-divisie in 1959 na slechts twee jaar weer opdoekte beschikte de Mercury-divisie plots over een eigen chassis.
In 1959 deelde de Colony Park zijn 6,3-liter "Marauder" V8 met de Montclair en de Monterey. In 1960 deed de 7,0-liter V8 opnieuw zijn intrede. In plaats van de drievoudige carburateur werd er een enkele 4-barrel carburateur gemonteerd, waardoor het vermogen werd teruggebracht tot 310 pk. Deze motor werd ook gebruikt in de Ford Thunderbird. Net als bij de eerste generatie werden beide motoren gekoppeld aan de "Merc-O-Matic" drietraps automatische transmissie.

## Derde generatie (1961-1964)

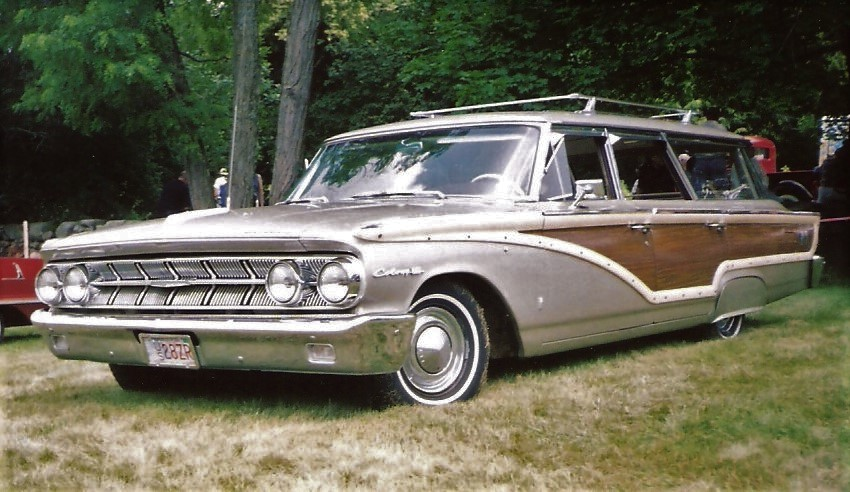
Mercury Colony Park (1963)

Na het fiasco met de Edsel-divisie deed Ford grote inspanningen om de Lincoln- en Mercury-divisies meer succesvol te maken. Om de productiekosten te drukken gebruikte Mercury niet langer een eigen chassis en vereenvoudigde het zijn productgamma door de sedans grotendeels te baseren op de Monterey. De stationwagens bleven behouden, waarbij de Commuter zich nog steeds onderscheidde van de Colony Park door het ontbreken van de zijpanelen in imitatiehout. In navolging van de kleinere Mercury Comet begonnen alle Mercury-modellijnen uit de hogere middenklasse meer en meer gebruik te maken van een chassis en carrosserie van Ford: De Colony Park deelde voortaan zijn daklijn met de Ford Country Squire. Zijn interieur leende de Colony Park niet langer van de Montclair maar van de Monterey.
Hoewel het herontwerp van de Mercury-productlijn in 1961 niet bedoeld was als inkrimping, betekende de overgang van de tweede naar de derde generatie een aanzienlijke reductie van de buitenafmetingen. De derde generatie van de Colony Park was zo'n vijf centimeter korter en ook de wielbasis werd zes centimeter ingekort.
In plaats van de 7,0-liter V8-motor kreeg de derde generatie Colony Park standaard een 4,7-liter V8-motor, met een 5,8-liter V8 en een 6,4-liter V8 als optie. In 1963 werd de 6,4-liter V8 de standaardmotor. Er was keuze uit een drie- of viertraps handgeschakelde versnellingsbak, met als optie de "Merc-O-Matic" drietraps automatische transmissie.

## Vierde generatie (1965-1968)

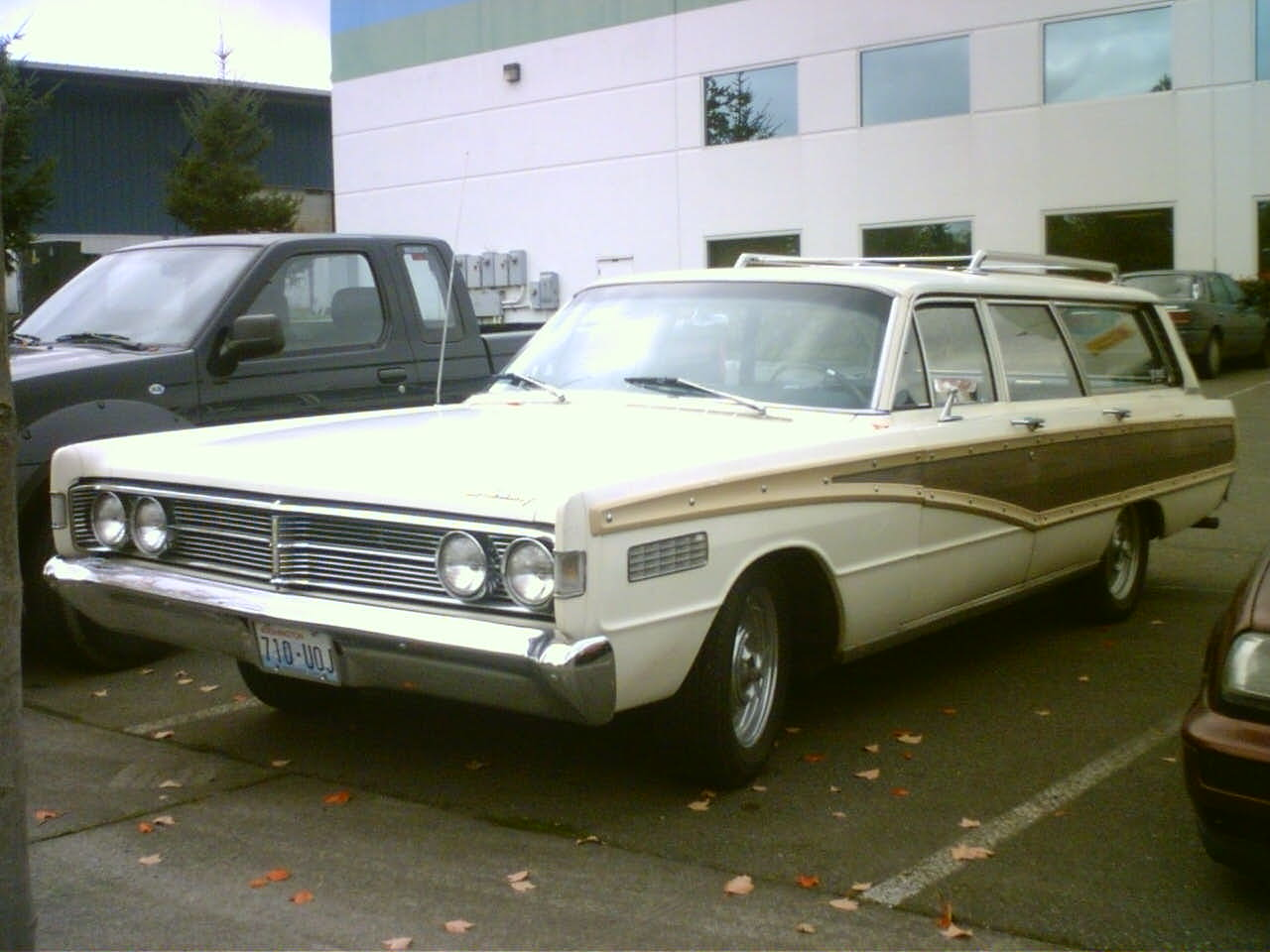
Mercury Colony Park (1966)

In 1965 herontwierp Ford zijn volledige productlijn van sedans en stationwagens in de hogere middenklasse, inclusief de Mercury Colony Park. Het nieuwe design maakte nog steeds gebruik van een apart chassis waarop de carrosserie gemonteerd werd, maar de achterwielophanging werd gemoderniseerd en maakte niet langer gebruik van bladveren. Hoewel de Colony Park zijn daklijn naast de Ford Country Squire behield, werd het design van de carrosserie steeds meer beïnvloed door de Lincoln Continental.

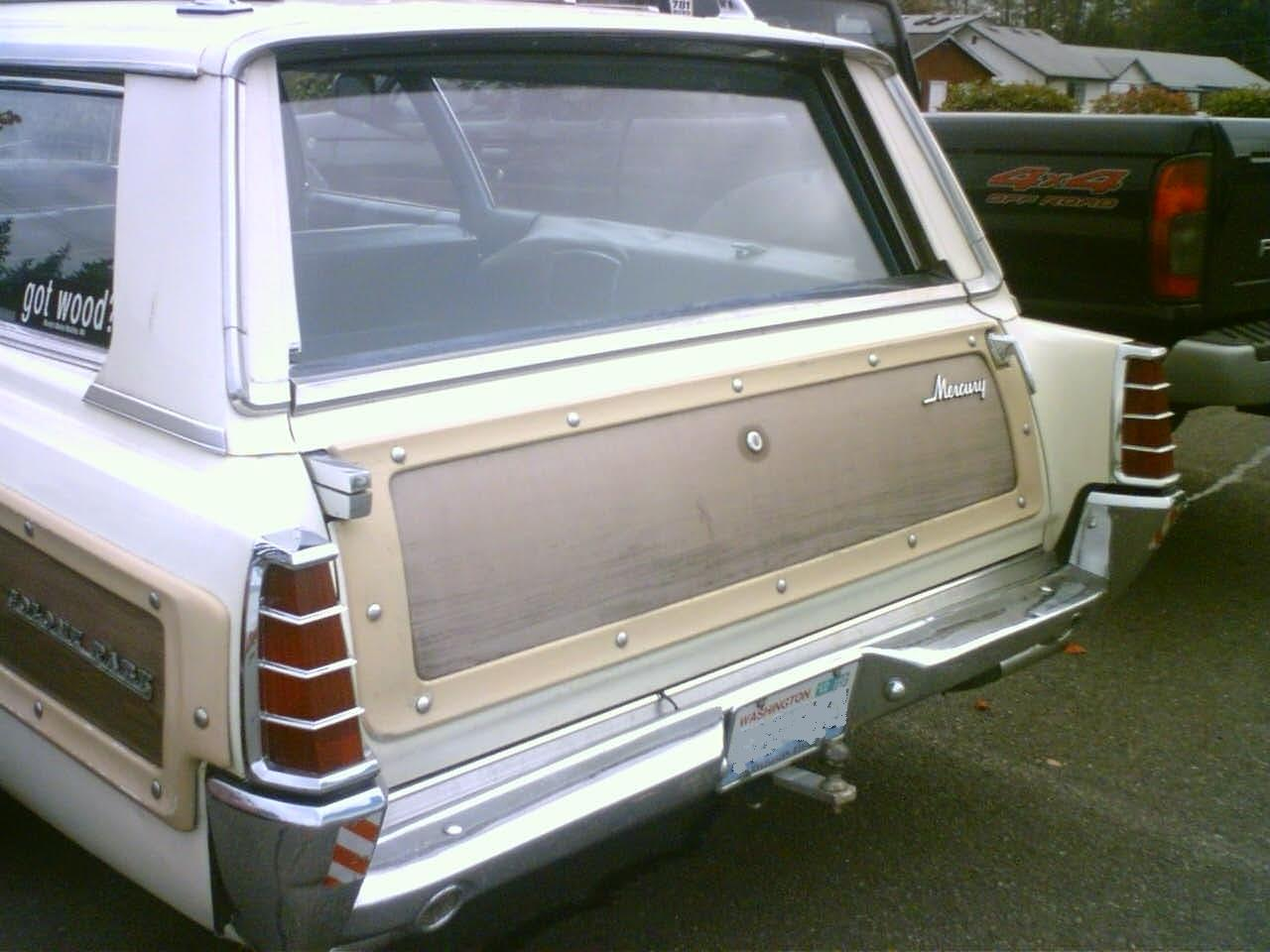
De "Magic Doorgate" (1966)

De Colony Park kreeg in 1966 een nieuwe achterklep, de zogenaamde tweerichtings "Magic Doorgate", die kon neergeklapt worden als een gewone achterklep maar die ook als portier kon openzwaaien naar de bestuurderszijde. In 1967 werd de passagierscapaciteit uitgebreid door de toevoeging van optionele zijwaarts gerichte zetels op de derde rij. De carrosserie onderging twee revisies, in 1967 en 1968, geïnspireerd door de Lincoln Continental styling-updates. Ook het imitatiehout op de zijpanelen kreeg een opfrisbeurt.
De vierde generatie werd in 1965 uitsluitend aangeboden met een 6,4-liter "FE" V8-motor. In 1966 werden twee extra "FE" V8-motoren toegevoegd: een 6,7-liter "Marauder" V8 van 330 pk en een 7,0-liter "Super Marauder" V8 van 345 pk. In 1968 werd de 7,0-liter V8 vervangen door een 6,4-liter V8 met 315 pk.

## Vijfde generatie (1969-1978)

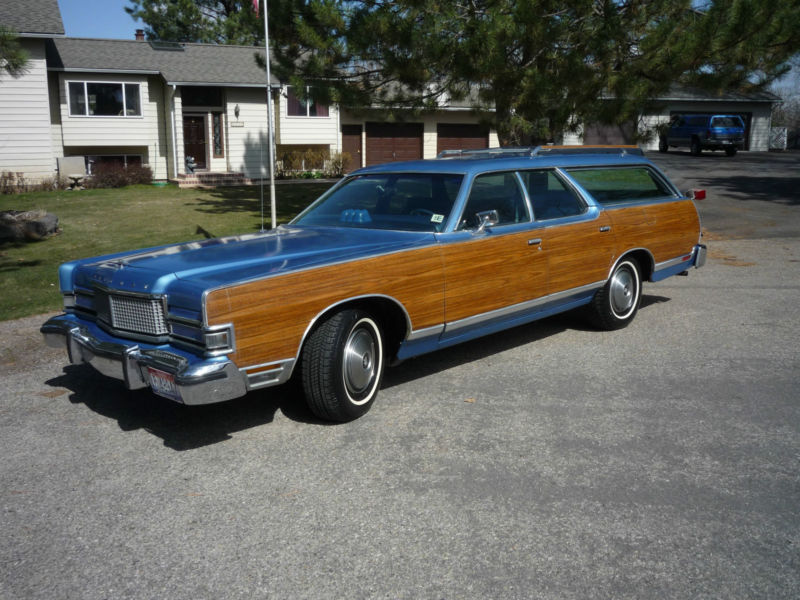
Mercury Marquis Colony Park (1974)

Naast een herontwerp voor het modeljaar 1969 integreerde Ford zijn stationwagen-productlijnen van de merken Ford en Mercury in de productlijnen van hun sedan-tegenhangers. Daardoor werd de Colony Park deel van de Mercury Marquis-modellijn. Echter, in tegenstelling tot de Marquis sedan was de Colony Park gebaseerd op de 3073 mm wielbasis van de Ford Country Squire en de Ford LTD.
De vijfde generatie introduceerde verborgen koplampen, die bediend werden met behulp van een vacuümsysteem dat de afdekkingen naar beneden hield bij draaiende motor. Bij een vacuümverlies gingen de afdekkingen automatisch omhoog zodat de koplampen zichtbaar waren als het systeem zou uitvallen. De "Magic Doorgate" werd herwerkt zodat deze ook naar buiten kon zwaaien wanneer het achterraam niet naar beneden gerold was.
In 1973 kregen de Ford en Mercury stationwagens een grondige facelift, inclusief een nieuwe daklijn en veiligheidsbumpers. De wagens kregen een slanke B-stijl en frameloze portieren.
Deze generatie was de langste en zwaarste stationwagen die Mercury ooit heeft verkocht. Vanwege het leeggewicht van bijna 2,2 ton was de standaardmotor een 6,5-liter V8-motor en werd er optioneel ook een 7,0-liter V8-motor aangeboden. In 1972 werd de 7,0-liter V8 vervangen door een 7,5-liter V8 afkomstig van Lincoln. Voor het modeljaar 1978 werd de standaard motor een 5,7-liter "Windsor" V8 en bleven de 6,5-liter en de 7,5-liter V8-motoren als optie leverbaar. De meeste overgebleven exemplaren zijn uitgerust met een van de twee grote V8-motoren omdat ze veel populairder waren dan de 5,7-liter V8 die niet bepaald veel zuiniger was.

## Zesde generatie (1979-1991)

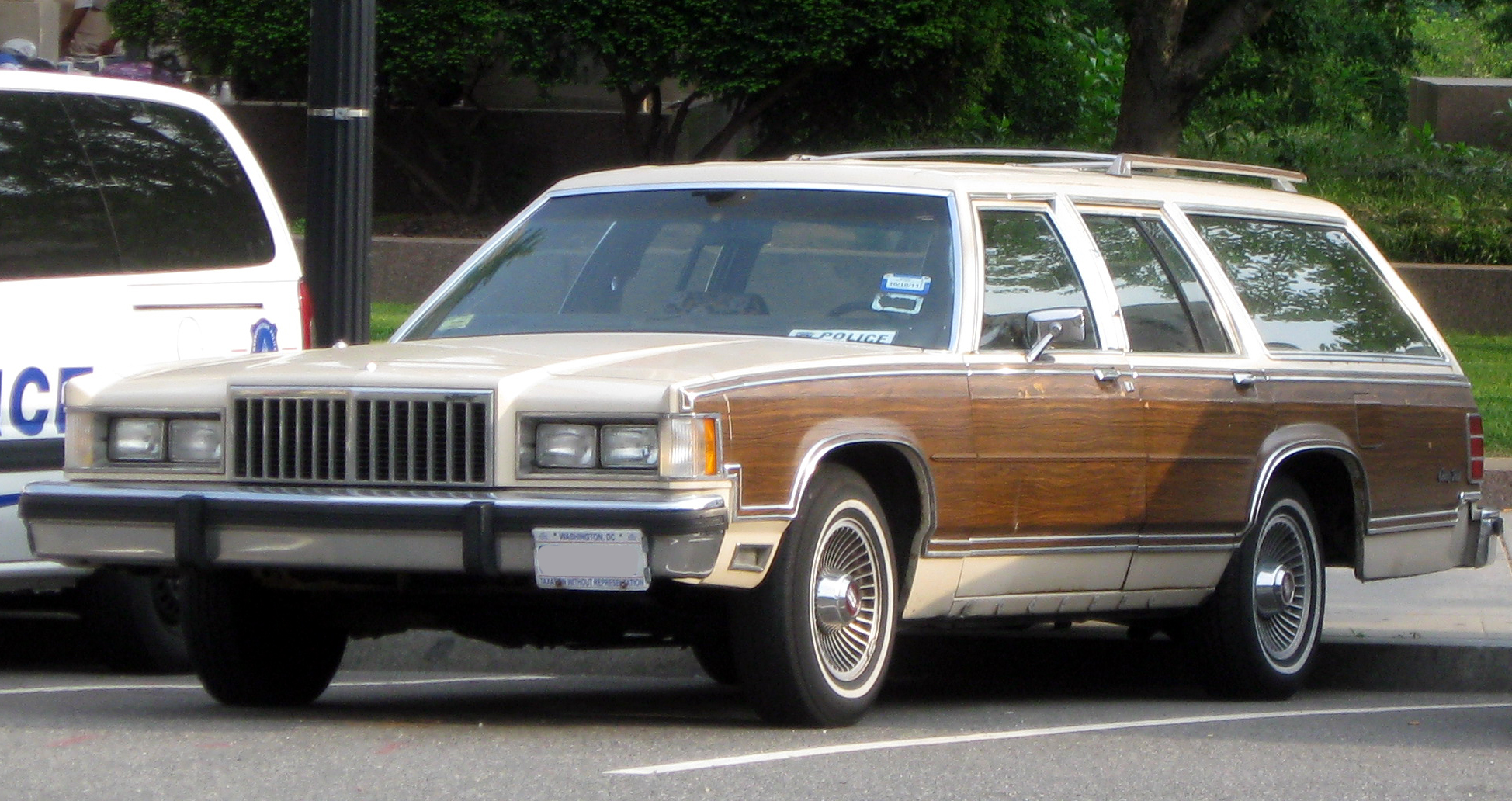
Mercury Marquis Colony Park (1979-1987)

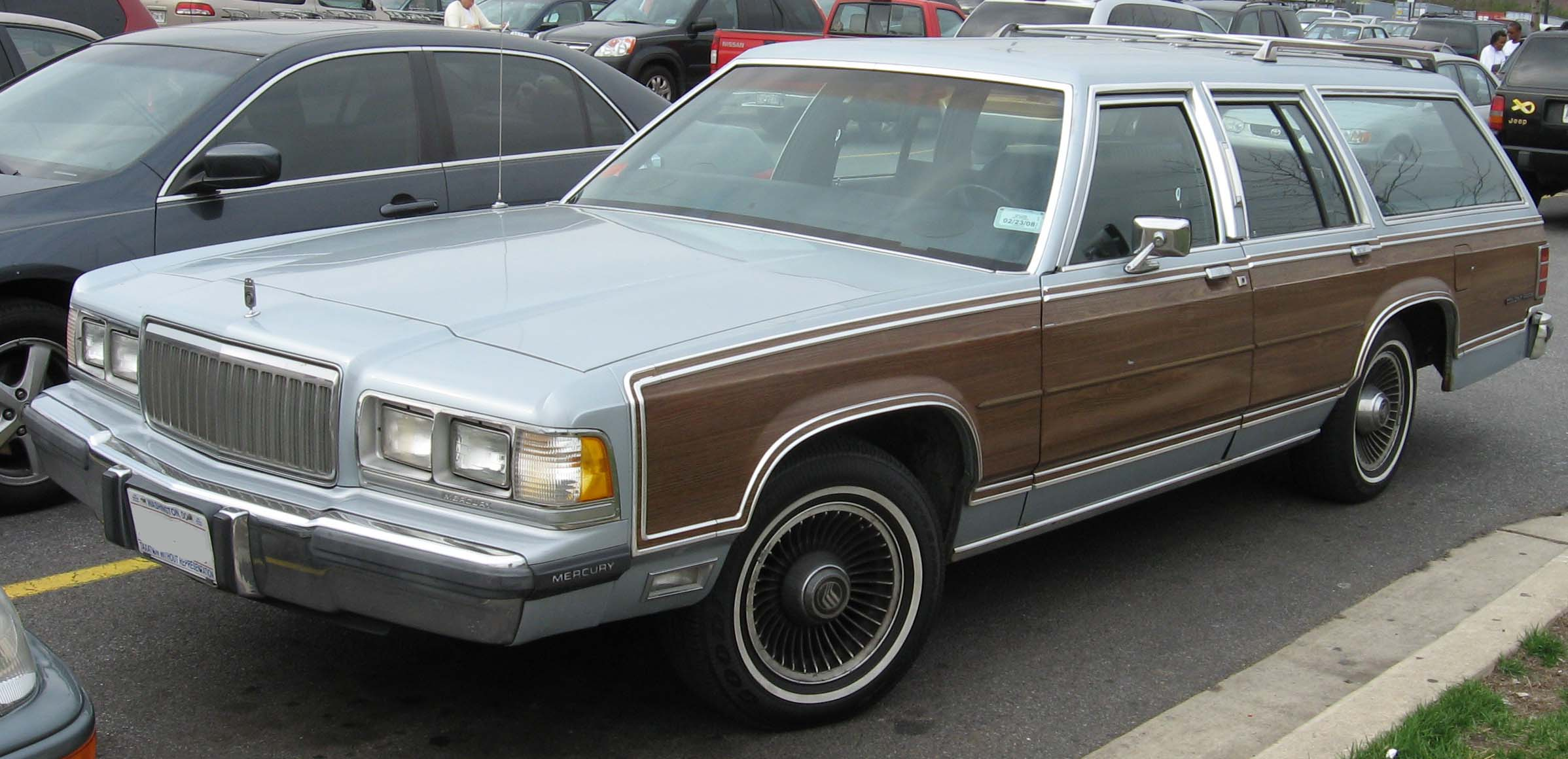
Mercury Grand Marquis Colony Park (1988-1991)

De zesde generatie Colony Park werd gekenmerkt door een downsizing die twee jaar eerder was ingezet door General Motors. Om te kunnen blijven concurreren in termen van grootte en brandstofverbruik met de stationwagens van Buick en Oldsmobile voerde Ford uitgebreide wijzigingen door: In vergelijking met de vorige generatie werd de Colony Park bijna 28 cm korter en 1 cm smaller, ook de wielbasis werd 17 cm ingekort en de wagen werd zo'n 450 kg lichter. Alhoewel de Colony Park daarmee technisch kleiner geworden was dan zijn kleinere broertjes, de Montego en Cougar stationwagens, verminderde zijn laadcapaciteit nauwelijks ten opzichte van de vorige generatie. Ook bleven net als voorheen zitplaatsen voor 8 passagiers standaard.
Bij een herziening van het Mercury-productassortiment werd de Colony Park verplaatst naar de Grand Marquis-modellijn, het vlaggenschip van Mercury. Daarmee kwam de Colony Park qua uitrusting boven zijn Ford Country Squire-tegenhanger te staan.
In het belang van het brandstofverbruik kreeg de zesde generatie Colony Park een sterk gewijzigde aandrijflijn. De 6,5-liter en 7,5-liter V8-motoren werden verwijderd uit alle auto's van Ford. De Colony Park kreeg de 5,0-liter "Windsor" V8-motor uit de Mercury Monarch. Vanaf 1981 werd deze motor voorzien van brandstofinjectie.
Na negen jaar met alleen detailwijzigingen aan de carrosserie en de bekleding kreeg de zesde generatie Colony Park een grote facelift, met een meer aerodynamische voorkant. In het interieur werden de voorzetels gemoderniseerd. In 1990 kreeg het instrumentenpaneel en het dashboard een nieuw ontwerp met de toevoeging van een zij-airbag voor de bestuurder.
In december 1990 eindigde de productie van de Colony Park. De laatste exemplaren werden in 1991 verkocht.